# イズ・ディス・イット
『イズ・ディス・イット』（Is This It）は、アメリカのロックバンド、ザ・ストロークスのファースト・アルバム。このアルバムから「The Modern Age」「Last Nite」「Hard to Explain」「Someday」がシングル・カットされた。

## 概要
21世紀において、最も高く評価されたロックアルバム作品の一つであるとされる。2000年代のロックンロール・リバイバルにおけるムーブメントの起点の一つ、もしくは同時期以降のガレージ・ロックのフォーマットをある程度定義付けた作品と度々評される。 
各メディアに大きく宣伝・ハイプされた作品ではあるが、評価は今日まで変わらず高く、オルタナティヴ・ロックやガレージ・ロックを愛好する者はもちろん、一部のエレクトロニカミュージシャンなどからも称賛されている。『1001 Albums You Must Hear Before You Die（死ぬまでに聴きたいアルバム1001枚）』に選ばれた。
「ローリング・ストーン」誌は2008年の特集で、テレヴィジョンを彷彿とさせるようなリフが交錯するロックンロール「Take It or Leave It」を、「グレイテストギターソングトップ100」の71位にランクインさせた。
『ローリング・ストーン』誌が選んだ「オールタイム・グレイテスト・アルバム500」と「オールタイム・ベスト・デビュー・アルバム100」に於いて、それぞれ114位と8位にランクイン。

## タイトル
タイトルは、ロックンロール・リバイバルの救世主として発売前から祭り上げられたことに対し、皮肉を込めて「Is This It＝これがそれ？」と名づけられた。タイトル・ナンバーの歌詞自体は、それらの事情と大きな関係はない。

## ジャケット
アメリカ本国では発禁となってしまい、アメリカ盤ジャケットは女性の曲線美を映したものから、緑と橙のステンドグラスのような画像に変更されている。この模様は実際には欧州原子核研究所から借り受けた「BIG BANG: 素粒子衝突図」である。ジュリアン曰く「あっち（＝当初のジャケット）は実はそんなに気に入ってない」とのこと。本当は全て後者のジャケットに変更したかったが、ヨーロッパ盤と日本盤は間に合わなかったとしている。

## セールス
本国のビルボードでは33位と低調に終わったが、イギリスではチャートで2位を獲得した。オーストラリアやヨーロッパ圏、日本などでも軒並みアメリカと同様かそれ以上の売り上げを残した。アメリカではロングセラーとなり、発売から5年後にようやくミリオンを突破した（イギリスでは、2001年にミリオン）。

## 収録曲
すべてがジュリアン・カサブランカス作詞・作曲。
1. "Is This It" – 2:34
タイトルトラック。アルバムで最も緩やかな曲。
2. "The Modern Age" – 3:32
シングルカット。タイトルを直訳すると「モダンな（現代の）世代」。出発と旅立ちをテーマにして歌われる。
3. "Soma" – 2:37
4. "Barely Legal" – 3:58
5. "Someday" – 3:07
シングルカット。
6. "Alone, Together" – 3:12
7. "Last Nite" – 3:17
シングルカット。"Nite"は誤植ではなく、"Night"と同様の言い回し。
8. "Hard to Explain" – 3:47
シングルカット。ほぼ2コードのみで展開するロックンロールソング。バッキングギターのパートに至っては合計たった5音(開放弦をペダルにしたEmとG)しかなく、他に類を見ないほど極めて簡単である。
9. "New York City Cops" – 3:36 ("When It Started" – 2:57 on US edition)
後述の通り、アメリカでは"When It Started"に差し替えられている。
10. "Trying Your Luck" – 3:27
11. "Take It or Leave It" – 3:16
ローリング・ストーン誌の特集で、グレイテストギターソングトップ100の71位にランクイン。

"New York City Cops"はその歌詞のせいで、US盤では他の曲に差し替えとなった。特に問題となったのは、コーラスの部分で連呼される"「New York City Cops, they ain't too smart」"（「ニューヨーク市警は、あんまり賢くないわね」）のラインである。ただし実際のところは警察組織を特に糾弾するための詞というわけではなく、ニューヨークでのみすぼらしくも魅力的な経験を歌った曲である。アメリカのTV番組に出た時、メンバーはアルバムに収録されていない（収録をやめさせられた）この曲を演奏した。

## クレジット
- ジュリアン・カサブランカス - ヴォーカル
- ニック・ヴァレンシ - ギター
- アルバート・ハモンドJr - ギター
- ニコライ・フレイチュア - ベース
- ファブリツィオ・モレッティ - ドラム
- ライアン・ジェントル - マネージャー
- ゴードン・ラフィール - プロデューサー
- グレッグ・カルビィ - マスタリング
- スティーヴ・ラーボヴスキー - A&R
- JP・ボワソック - guru